# Will Luikinga
Will Luikinga (Groningen, 30 juli 1943) is een Nederlandse radio-diskjockey, tv-presentator, tekstschrijver en columnist.

## Loopbaan
Luikinga begon zijn radioloopbaan in 1969 bij de zeezender Veronica. Hij gebruikte korte tijd de artiestennaam 'Will Weyman', maar ging al snel over op zijn echte naam. Hij presenteerde er onder andere het programma Will Wil Wel, een muziekprogramma met daarin een spel met de (eenarmige bandiet) fruitmachine 'Harry', vernoemd naar de toenmalige minister van CRM Harry van Doorn. Luikinga presenteerde in een jolige stijl, waarbij hij bij het spellen van namen een kolderiek eigen spellingsalfabet hanteerde, met alle letters eindigend op ´-duard´: ´Aduard´ (een plaats in de provincie Groningen), ´B-duard´, ´C-duard´ enz.
Naast presentator was Luikinga ook muzikant. Zo was hij onder andere lid van de groep Ginger Ale. Zij scoorden in 1969 een hit in de Veronica Top 40 en de Hilversum 3 Top 30 met The flood. In 1970 schreef hij enkele teksten voor de derde elpee van Ekseption. Ook was hij betrokken bij Roek Williams & The Fighting Cats en Jackpot. Zelf maakte hij als Harm Duimstra in 1972 de carnavalssingle Roldeboldebol, die bleef steken in de Tipparade. Het bakkertje uit het hoge Noorden van later dat jaar flopte volkomen.
Na het verdwijnen van de zeezender Radio Veronica op 31 augustus 1974 schreef Luikinga songteksten voor onder andere Alexander Curly. Toen het Veronicablad verscheen was hij een vaste columnschrijver. In 1975 schreef hij het winnende Eurovisiesongfestivalliedje Ding-a-dong voor Teach-In en was daarnaast af en toe te horen als inval-disckjockey op de befaamde donderdag bij de TROS op Hilversum 3. In maart 1982 kreeg Veronica de B-status. Dit betekende meer zendtijd op radio- en televisie.
Op Hilversum 1, later Radio 2, keerde "Will Wil Wel" vanaf mei 1982 terug op de radio. Het programma werd op de woensdag tussen 12.00 en 14.00 uur uitgezonden. Vast onderdeel van de show was het "Postcodespel". Computer (Flipse) trok 4 willekeurige getallen en wie hiermee zijn of haar eigen postcode kon vormen, mocht bellen naar de studio. Ook trok Luikinga tussen 1982 en 1992 in de zomermaanden met De grote zomertruuk door het land om in het kader van Veronica komt naar je toe deze zomer op woensdag live vanaf locatie uit te zenden op Hilversum 1 en vanaf 1 december 1985 Radio 2.
Op Veronica-televisie werken hij onder andere mee aan  Hollanders en de Pats Boem Show. Toen in 1987 de Pin-Up Club voor het eerst op tv kwam, leende hij zijn stem voor de commentaren bij de erotische clipjes. Hij zou dit blijven doen gedurende de volledige drie seizoenen dat het programma liep.
In augustus 1992 vertrok Luikinga bij Veronica en ging aan de slag als presentator bij de 'Gouwe Ouwe zender'. Op 11 december 1992 ging Radio 538 van start. Hier bleef Luikinga werken tot 1 oktober 1997. Voorts presenteerde hij programma's op Radio Hollandia, Radio Caroline, Radio Monique, Okay FM, Radio 192, Midstad FM, Hofstad Radio en Ridderkerk FM.
Op 25 april 2008 ontving Will Luikinga de versierselen behorende bij het ridderschap in de Orde van Oranje Nassau.
In februari 2009 kondigde Luikinga in De Telegraaf aan dat hij een boek zou gaan schrijven over radio maken. "Het wordt niet het zoveelste Veronica-verhaal", zegt hij in het interview. Het boek, getiteld "De Veronica Tapes: meer dan de waarheid", kwam uit op dinsdag 3 november 2015.
Gedurende bepaalde perioden in 2012, 2013 en 2014 was Luikinga tijdelijk te horen bij Omroep MAX op NPO Radio 5 met Will Wil Wel ter vervanging van Tineke de Nooij.